# Alba Zoe Gržin
Alba Zoe Gržin (Zagreb, 1. listopada 1996.), hrvatska reprezentativna kajakašica i kanuistica. Članica je Kanu kluba Končar iz Zagreba.
Godine 2017. na svjetskom juniorskom i prvenstvu mlađih seniora osvojila je u disciplini klasični spust C1, brončanu medalju u kategoriji do 23 što je prva hrvatska ženska medalja u povijesti sa svjetskih prvenstava.